# Mýto (přírodní rezervace)
Mýto je přírodní rezervace, kterou tvoří údolí Rokytky na území městské části Prahy-Nedvězí. Potok v chráněné oblasti přirozeně meandruje zalesněnými svahy a údolními loukami. Byla vyhlášena v roce 1988, předtím bylo území chráněno jako chráněný přírodní výtvor V Mejtě. Většina rezervace spadá do přírodního parku Rokytka, podle některých map rezervace místy přesahuje mimo území přírodního parku.
Podle vyhlašovací dokumentace zveřejněné na webu AOPK ČR se rezervace nachází pouze jižně od zástavby Nedvězí. Interaktivní mapa AOPK ČR zobrazuje jako součást rezervace též úzký koridor Rokytky přes celou osadu Nedvězí a severně od Nedvězí až k hranici Královic, a tomu odpovídající zákonné ochranné pásmo, zatímco podklad téže mapy má rezervaci vyznačenou bez tohoto koridoru.

## Přístupnost
Kolem roku 1985 vznikla v rezervaci, která tehdy byla chráněna jak chráněný přírodní výtvor V Mejtě, naučná stezka V Mejtě, autorem jejího průvodního textu byl prom. ped. Vítězslav Jaroš. Stezka neměla informační panely, pouze úvodní panel s plánkem, a informace byly uvedeny v tištěném průvodním textu. Místa zastávek byla označena v terénu kovovými značkami NS doplněnými číslem zastávky. Stezka nebyla udržovaná a postupně zaniklo jak značení, tak průchodnost některých úseků. V září 2012 byla, opět z iniciativy botanika Vítězslava Jaroše, péčí 4. ZO ČSOP Botič–Rokytka vybudována nová naučná stezka v podobné trase, tentokrát i s 6 informačními panely. V rámci obnovení naučné stezky byla zřízena nová lávka přes Rokytku a obnovena stezka po levém břehu.
Severní část rezervace, která v některých verzích map ani není jako součást rezervace značena, je v části severně od zástavby Nedvězí přístupná obtížněji. Podle turistické mapy Posázaví z roku 1960 vedla z Nedvězí do Královic při pravém břehu modře značená turistická stezka;  V současných mapách není v tomto úseku podél Rokytky vyznačena ani neznačená cesta.
Ve střední části rezervace severně od obce roste na břehu Rokytky památná lípa srdčitá. 